# 利哈伊河
利哈伊河（英語：Lehigh River）是特拉華河的一条支流，长约175千米，位于美国宾夕法尼亚州东部。